# 偶像大師 (街機)
《偶像大師》是南夢宮（现：万代南梦宫娱乐，简称BNEI）於2005年7月26日開始啟用的街機用模擬遊戲。2007年以后，NBGI启动计划PROJECT IM@S，同年在Xbox 360推出本作的移植版。2009年分別推出PSP平台的《偶像大師SP》和NDS平台的偶像大师 Dearly Stars。2011年推出正統續作《偶像大師2》。

## 游戏简介
遊戲內容是培育偶像，競爭能夠獲得多少支持者。玩家化身為「製作人」，透過網路進行日本全國規模的排行競賽。官方公稱類型是「偶像培育體驗遊戲」。
Namco所使用的簡稱為（iM@S）。值得注意的是简称iM@S的含义与PROJECT IM@S中的IM@S并不相同。遊戲標題標誌的"I"雖然是以小寫顯示，但以文字記載時則是用大寫。
同名動畫於2011年7月7日於TBS撥出，動畫版聲優與遊戲版聲優皆相同。

## 機體概要
IDOLM@STER的機體是由伺服器的TOWER、和遊戲用的STATION（可複寫機台）所組成。
在TOWER會顯示全國排名與偶像的電視演出影像等內容。排名是依序顯示，而用手碰觸畫面右下方的感應器可以切換到下個排名顯示畫面。當連接著的STATION有出現在選拔會優勝的情形時，在TOWER也會展示其實況影像。此實況影像雖然能以玩家設定取消掉，但玩家的STATION進行電視演出時的影像畫面也將不會展示。
STATION中央具有觸控式的螢幕，右側是硬幣投入口與耳機懸掛處，左側有卡片插入口。和偶像的對話語關於選拔會的表現指示等，所有的操作皆以觸控螢幕進行。使用2種專用的複寫式卡片記錄遊戲資料。設計上在使用耳機時外部喇叭也會放出聲音。
遊戲機版使用和PlayStation 2有互換性的System 256與System 246（C）。另外網路是利用SEGA的ALL.Net。

## 登場角色
製作人
聲：泰勇氣（廣播劇CD）/ 赤羽根健治（動畫版）/ 間島淳司（Puchimas）
本遊戲的主角，受「765 Prodution」的高木社長委託培育該公司的所屬偶像候補。詳細年齡不明（動畫版本在PSP遊戲偶像大師 閃耀祭典：Funky Note所附動畫中透露自己為二十幾歲）。名字在遊戲開始時由玩家決定。

### 所屬偶像
偶像的名字是遊戲中的本名，出道時由玩家決定團體名。年齡與性格會影響到後述的特別審查會「歌姬樂園」的參加條件。另外設定有形象顏色，會反映在遊戲裡各角色的便服與練習服裝上之外，也使用在選拔會參加者一覽的輪廓背景色。
天海春香
聲優：中村繪里子
年齡：16歲，性格：活力朝氣，形象顏色：紅，158cm/45kg，三圍：83-56-80，生日：4月3日，血型：O型
本作品的主要女主角。自小喜愛唱歌和作點心。坦率而積極，但有點天然呆。會在平坦的地面跌倒，反而在有起伏的地方不會有事。住在離市區較遠的地方每天從家裡搭首班電車花兩小時通勤。
基本能力值屬於平均型，情緒也容易管理適合新手入門。
如月千早
聲優：今井麻美
年齡：15歲，性格：沈著冷靜，形象顏色：藍，162cm/41kg，三圍：72-55-78，生日：2月25日，血型：A型
做事一本正經而冷酷，對於歌唱比有比普通人多一倍的熱情和才能，覺得不能唱歌就活不下去。練習不順時會吐露。在意自己的小胸部。家庭關係相當複雜，在學校也和合唱部的成員對立。
基本能力值為全角色中最高，初期時雖然實力壓倒群雌，但是情緒容易下降且能力衰退迅速。即使讓她休息平復心情，在打招呼等細節失敗的話也很容易再度下降（俗稱「千早螺旋」）。另外個人歌曲『（青鳥）』BPM値偏低，在選拔會時不易控制。
萩原雪步
聲優：落合祐里香
年齡：16歲，性格：沈著冷靜，形象顏色：白色，154cm/40kg，三圍：80-55-81，生日：12月24日，血型：A型
生性愛哭而膽小，為了改變自己的個性而目標當上偶像。喜歡喝茶（尤其是綠茶）。似乎對身材沒有自信，本人也說自己是「沒肉、貧乳、小不點（ひんそーでひんにゅーでちんちくりんで）」，不過數字上並沒有很差。極度消沉時會習慣在地上挖個洞把自己埋起來（所以電鑽和鏟子成為了雪歩的代表物）（真的埋起來還是在腦內埋起來則詳細不明）。
基本能力值且容易陷入低潮，單人時最難以掌控。不過因為能力值容易提升且衰退緩慢，持之以恆地培育後會是大器晚成型的角色。初期雖然會陷於苦戰但終盤時會展現壓倒性的實力。此外還擁有隱藏要素絕對不會臨時取消之特性。
高槻彌生
聲優：仁後真耶子
年齡：13歲，性格：活力朝氣，形象顏色：橘，145cm/37kg，三圍：72-54-77，生日：3月25日，血型：O型
個性活潑開朗，愛護家庭的好孩子，但家中經濟似乎不太好。在5人姊弟中排行老大，有1個妹妹，3個弟弟。在事務所裡常常幫忙打掃與倒垃圾。因為設定上沒有手機，只有在培育期間和事務所借用，引退以後就不會寄信件回來。
基本能力值雖低，但情緒管理容易且能力衰退的速度也慢，是新手也容易操作的角色。
秋月律子
聲優：若林直美
年齡：18歲，性格：膽識過人，形象顏色：綠，156cm/43kg，三圍：85-57-85，生日：6月23日，血型：A型
冷靜沈著思考清晰的眼鏡娘。凡事會清楚表達自己的意見。在事務所裡除了偶像工作外，也兼任文書的職務。本來是以事務員工作的，但由於人手不足被推選為候補之一。通曉關於秋葉原的事情，似乎對跟自己名字相仿的秋月電子頗中意。
基本能力值高情緒也容易管理，屬於所謂的「好用強角色（お手軽強キャラ）」在初期時很強。不過能力容易衰退，終盤時會遭遇苦戰。
三浦梓
聲優：たかはし智秋
年齡：20歲，性格：沈著冷靜，形象顏色：紫，168cm/48kg，三圍：91-59-86，生日：7月19日，血型：O型
在所屬偶像中最为年長，且胸部豐滿。天然而沈著的治癒系大姐姐，不過是個嚴重的路痴。在設定上比製作人年長，製作人與愛好者都稱她為。志願偶像的理由是「為了和命運中人相遇」。
基本能力值平均，情緒管理的難度也是中等。個人歌曲的『9:02pm』BPM値屬於最低水準，在選拔會中不易控制。
水瀨伊織
聲優：釘宮理惠
年齡：14歲，性格：膽識過人，形象顏色：粉紅，150cm/39kg，三圍：77-54-79，生日：5月5日，血型：A型
和有氣質的外表正好相反，相當任性。非常討厭輸給別人。因父親和765 Production的社長是朋友而透過關係進入演藝界。對2位哥哥懷有強烈的自卑感與競爭心理。經常隨身帶著兔子的玩偶，口癖是。
基本能力值高且易於管理情緒，和律子同様是「好用強角色」。似乎因為如此有許多人會讓律子和伊織組成雙人團體來爭取排名。另外在雙人、三人的時候，若不慎選談話的對手會大幅影響心情，需要特別注意。
菊地真
聲優：平田宏美
年齡：16歲，性格：膽識過人，形象顏色：黑（參加者一覽時的背景色為灰色），157cm/42kg，三圍：73-56-76，生日：8月29日，血型：O型
運動神經超群，乍看之下會以為是美少年，但本人希望有女人味，為了外表與內在的差距而煩惱著。遊戲中女性愛好者比男性要多。有著小心謹慎的一面。父親是賽車手，而她也曾有一段時期被当作未來的賽車手来栽培，曾經駕駛過卡丁車。
基本能力值略為偏高且易於情緒管理，和春香同様適合新手。此外街機版的收錄曲之中，BPM値最高的是她的。
雙海亞美、真美
聲優：下田麻美
年齡：12歲，性格：活力朝氣，形象顏色：黃，149cm/39kg，三圍：74-53-77，生日：5月22日，血型：B型
所屬偶像中最年少的雙胞胎。個性差異不大而好作怪。從綁頭髮的位置可以分辨兩人（向左綁的是亞美，向右綁的是真美，左右方向以製作人的角度）。兩人宣稱輪替著從事演藝活動，但遊戲中實際上台的只有亞美。父親是醫師，因為行醫而和母親相遇。稱呼製作人為「（哥哥）」。
基本能力值是全角色裡最差不過情緒管理容易。初期會因為能力過低而相當辛苦，不過衰退緩慢所以終盤會變強。但是在組成雙人與三人團體時，若不和她們對談的話情緒值會大幅降低，所以和情緒管理不易的角色組隊時需要特別注意。

### 765 Production職員
高木順一朗
聲：德丸完
初代765 Production的代表取締役，製作人（＝玩家）的直屬上司。在故事中只出現輪廓，不過在765 Production官方網站的公司介紹裡有公開照片。
名字的由來據說是高木九四郎（株式會社Bandai Namco代表取締役會長），和本作的開發製作人小山順一朗。
音無小鳥
聲：瀧田樹里
765 Production的事務人員。遊戲中未登場，在本作品街機版官方網站的「常見問題」專欄裡仔細地回覆玩家的問題。在部分愛好者間富有人氣，曾有一段時期玩家注意到XBOX360版開發中畫面裡，角色選擇畫面有空白的地方，而期待小鳥的登場。
網站以外的首次登場是在2006年1月21日舉行的小型演唱會擔任廣播員，之後在千早生日記念CD的迷你廣播劇中也有登場。也提到了年齡21歲以上對搞笑的眼光很高之設定。2006年7月23日舉行的1週年記念演唱會裡，除了擔任廣播員之外也有在舞台上演出迷你戲劇。同年的東京遊戲展也以活動司儀身份登場。

### 審查員兼DJ
在選拔會的3位審查員。另外他們也兼任在TOWER介紹排名的DJ。聲音只有在TOWER才能聽到。
歌田音
聲：中村繪里子
歌唱的審查員兼歌唱天王（ボーカルマスター）的DJ。在3個兼DJ的審査員中個性最正經。在選拔會畫面上的顯示為紅色。口頭禪「要確認！（要チェックです!）」。名字的出處是平成的歌姬宇多田光。
輕口哲也
聲：細井治
舞蹈審查員兼舞蹈天王（ダンスマスター）的DJ。有著俱樂部DJ般容易起鬨的個性。在選拔會畫面上的顯示為藍色。口頭禪是「Check it!」。名字的點子來自舞蹈團體trf的製作人小室哲哉。
山崎杉雄
聲：細井治
形象審查員兼造型天王（ビジュアルマスター）的DJ。有著第三性一般的口音和個性。在選拔會畫面上的顯示為黄色。母親住在山形縣，祖母則在島根縣。名字來自，和與的。

### 藝能記者
以下2名會依選拔會的結果向玩家的團體作取材報導。詳細後述。
善永
通稱「敏腕記者」。向取材對象團體作特別專訪寫出良好形象的報導。
惡德
通稱「狗仔記者」。會跟蹤取材對象團體寫出不利形象的報導。

### 其他
競爭歌手
玩家本身的團體氣勢不振時，氣勢好的團體的代表會以透明人影登場。關於選拔會請參照「選拔會開始前」一節。

## 遊戲方式
以下的說明，以2006年7月起所運行的版本1.30為基準。

### 遊戲流程
培育1個團體的流程如下：
1. 選擇培育的偶像。
2. 決定團體名。可以輸入假名（平假名、片假名）與英數字、漢字。能用的漢字請參照官方網站。
3. 進行課程與溝通、參加選拔會。重複這個步驟以獲得愛好者、提升偶像等級（アイドルランク）。
  - 參與課程能夠提升團體的能力值（パラメーター）或等級（レベル）。進行溝通則會增加後述的「回憶」，也能獲得少數的愛好者。
  - 在選拔會合格後會在電視演出，依選拔會的規模可以獲得相應數量的愛好者。但不合格的話支持者會些許減少。
4. 在規定期間內無法達到規定等級（ランク）、或是培育一定期間遭遇活動停止，將進行引退演唱會。之後對培育成果計算評價，等級會變動。

1次的遊戲流程如下：
1. 遊戲開始時，投入硬幣後，讀取製作人卡片與團體卡片。關於操作方式，新開始遊戲/繼續培育已存在團體/培育新團體，各自有所不同。
  - 新開始遊戲時，投入硬幣後首先決定製作人的名字，第1週選擇成員、第2週決定衣裳以及和作曲家打招呼、第3週選擇歌曲以及參加專用的選拔會，一共是3週份的內容。
  - 繼續培育已存在團體時，首先插入製作人卡片輸入密碼，之後從選單中選擇「培育活動中的團體」，插入繼續活動的團體卡片。
  - 培育新團體時，選單畫面的顯示和已存在團體一樣，在選單表示時選擇「培育新團體」。在此時購入機體內的團體卡片，或使用自己的可複寫卡片（附在『THE IDOLM@STER MASTERPIECE』系列及『THE IDOLM@STER MASTER BOX』內的初回版等製品內）。而第2次以後培育新團體時，在第1週就會將選擇成員、歌曲選擇、衣裳選擇全部進行。
2. 當達到製作人卡片的使用限制（50回）後開始遊戲時，讀取卡片後會進行更新處理。投入硬幣後舊卡片被印上「更新濟」的字樣，接著發出新卡片，以後就使用新的製作人卡片。
3. 遊戲開始前可以設定音量與演出時畫面表示的ON/OFF。把演出顯示關掉的話在選拔會合格時將不會播放演出狀況。
4. 早上打過招呼後，視需要變更歌曲與換衣服，邁向課程或選拔會。
5. 在課程或選拔會過後，會報告支持者的變動狀況1週就結束了。在此能夠選擇繼續（continue）。
6. 結束遊戲時，團體卡片寫入培育狀況後，更換卡片讓製作人卡片記錄狀態，如此1回的遊戲終了。製作人卡片的使用次數限制，與後述的手機網站的「出勤簿」所顯示的出勤回數，在這個階段後計算次數。

### 事務所
在此解說製作人早晚的工作。

#### 白天
1. 至事務所上班，確認活動週期、提升等級時限、支持者人數。有達成特定條件（後述）的話在此時成員的情緒會固定1週都是MAX最大值（稱作「（興奮）」，尤其是由於前1週課程結果的影響所發生的稱為）。
2. 選擇向偶像打招呼或使其進行修養。良好的招呼會提升偶像的心情，失敗的話則下降。此時消耗的時間記量也有差異。選項的好壞有一定程度的傾向，不過整體上而言是隨機亂數。選擇休息則該週結束，移往隔週的早上。若連續2週休息的話，會出現是否讓團體引退的選項。在這裡選擇後能夠讓團體強制被引退。
3. 確認今天的流行情報、形象等級、特別選拔會（後述）的合格狀況。已合格特別選拔會在在畫面右下角顯示明亮的星星標記。從左邊起為歌唱天王、舞蹈天王、造型天王、歌姬樂園、彩色回憶（カラフルメモリーズ）、LONGTIME、新人王（ルーキーズ）、TOP×TOP、HIT-TV。
4. 選擇是否變更歌曲、衣裳。無法同時變更兩方。1個團體能夠變更3次歌曲（複寫卡片上也會在曲名前面顯示1st、2nd、3rd）。
5. 選擇課程或選拔會。

#### 夜晚
1. 回到事務所，聽取偶像等級的報告。確認支持者人數與排名的變動情形。
2. 確認支持者送來的禮物後1週的活動終了。禮物為衣裳、小飾品、支持信、不幸信的其中一種。也會有什麼都沒送來、與一次寄來兩樣和禮物重複的情形。只有收到支持信的情況時偶像會回復情緒值。不幸信會造成團體全員的情緒暴減。

### 課程
為了提升能力值與形象等級需要讓偶像上課，有以下5種課程。有時上課地點會臨時休息而無法選擇。
發聲課程
類似音樂遊戲的課程。配合音符的流動節奏動作，適時地按下與音符同顏色的按鈕，按下時間準確則能得到高評價。難度提高後音符最多增加為10個。提升歌唱能力值，舞蹈也些許提升。
姿勢課程
記住演唱時所顯示的各個攝影機的箭頭方向（4方向），正確指示出隨機出現的攝影機方向之課程。越迅速則評價越高。難度上升後攝影機最多增加為6個。提升造型值，舞蹈些許。
歌詞課程
參考範例歌詞後，將被修改過的歌詞正確地回復之課程。歌詞每個文字化作1個格子、空白也視為1個文字。越迅速則評價越高。難度上升後歌詞將變長、需要排序的文字數會增加（最多2組）。大幅提昇歌唱能力值。
舞蹈課程
依照範例中腳步的方向，將腳步對到正確的位置之課程。迅速地對到全部的腳步則能得到高評價。難度提高後迴轉的速度跟著加快，迴轉的腳步最多增為5個。大幅提昇舞蹈能力。
表現力課程
從畫面中散亂的移動物裡，按下和下方歌詞一樣的顏色。越迅速則評價越高。難度上生後指示的顏色最多增為5個、動作會加快。大幅提昇造型值。
通常1週有6次課程，雙人與三人時將次數分配到各個成員。依後述的情緒值課程次數有時會改變。每回會顯示1回課程的評價，A、B評價時難度上升、C評價則不變、D、E評價以及Bad的情況時難度下降。難度越高能力值的上昇量越多。
當滿足一定條件在溝通部分過後會出現獎勵課程，內容和通常的課程一樣。1週內可以進行2次課程，所以是在短時間內大幅提昇能力值的機會。

### 溝通交流
課程過後選擇工作會和偶像進行對話。雙人與三人的情況時，只會和所選的角色對話。對話中會有選項或碰觸偶像的情形，選項正確的話偶像的回憶會增加。回憶的數量顯示在畫面右上方偶像的心的位置。回憶增加的數量如下。
- 完美溝通（情緒高漲時為5個，普通以下時為3個）
- 良好溝通（2個）
- 普通溝通（1個）
- 不良溝通（回憶不會增加而情緒下降。情緒太低時減1個）

選項裡有許多不同的題材與跟萌有關的內容，即使並非最佳選項也有人特地為了看角色的反應而選的人。

### 選拔會
為了獲得支持者（＝分數），必須在節目演出的選拔會上合格才行。

#### 選拔會的種類
選拔會大致分類成3種。各自設定了節目演出回數和獲得的支持者人數。節目演出回數為該選拔會優勝者的人數（EF限定或全國選拔會大多是2～3人，鮮有1人選拔會的情況），獲得支持者人數為優勝時的標準値（實際上會依據能力值有所變動）。
- 等級EF限定選拔會：只有等級F和E能參加。有形象等級的限制。
- 全國選拔會：參加條件與等級無關，一部份有形象等級的限制。
- 特別選拔會：達成特定條件後才能參加。参加條件各異，合格人數必須在為1人且必須連線才能挑戰，而且CPU參賽時會有強力競爭對手NPC登場的嚴苛選拔會。不過為了將偶像等級提升到B需要3場、A需要6場（其中3場為天王系）、S則是要在全部的特別選拔會優勝才行。尤其是只能挑戰1次的「TOP×TOP」，和總和等級高且中間審查只有第1名能取得點數的「HIT-TV」難度相當高。合格過一次後無法參加相同的選拔會。
  - 歌唱天王（参加條件是形象等級8以上。特殊規則：流行順位固定為歌唱、舞蹈、造型）
  - 舞蹈天王（参加條件是形象等級8以上。特殊規則：流行順位固定為舞蹈、造型、歌唱）
  - 造型天王（参加條件是形象等級8以上。特殊規則：流行順位固定為造型、歌唱、舞蹈）
  - 歌姬樂園（参加條件是形象等級7以上+角色的條件（年齡別（中學生以下/高校生以上）or性格別（元氣系/沈著/有膽識）每次不同。雙人與三人時有1人符合資格即可）。特殊規則：最下位的點數-3點）
  - 彩色回憶（カラフルメモリーズ）（参加條件是回憶15個以上（雙人與三人時為全員的總數在15個以上）。特殊規則：審查員的興趣從一半開始。支持者獲得人數：30,000人）
  - LONGTIME（参加條件是活動週25週以上。特殊規則：看不到審查員的興趣值。支持者獲得人數：100,000人）
  - 新人王（ルーキーズ）（参加條件是活動週13週以下。特殊規則：沒有中間審查自我表現27次的1回勝負，支持者獲得人數：30,000人）
  - TOP×TOP（参加條件是選拔會未失敗過。特殊規則：中間審查後無法知曉自己的順位）
  - HIT-TV（参加條件是合格率70%以上+形象等級10以上。特殊規則：只有優勝能獲得點數）

初次遊戲的解說時參加的選拔會和EF限定的最低等級一樣是5000人，不過只限於此選拔會即使在第4名以下也算合格而持續遊戲（在這情況下只要沒有失敗也能挑戰TOP×TOP）。另外與後述的節目演出時發生的表現與意外沒有關連，支持者獲得人數為5000人。

#### 選拔會開始前
選拔會開始前的流程如下。
1. 選擇參加的選拔會
2. 輸入宣傳文字（隨意）
3. 確認選拔會的參加者
4. 表達參賽幹勁
5. 對偶像加油

首先玩家選擇1場想要參加的選拔會，在確認畫面上決定好後進行登錄。取消或因為條件不符合而跳出畫面3次的話，會被強制登錄到團體所能參加的全國選拔會。在選拔會確認畫面能確認其他的參加者，可以看到各團體的偶像等級和過去5次的戰績以及參賽時的團體形象等級。登錄完成後在參賽登記時間內可以輸入表現文宣。
之後確認參賽者。此時會將顯示全員的宣傳文、團體形象、形象等級、記者狀態等。接著6組中隨機選出1組做為代表向審查員表達參賽的幹勁。各製作人對培育的偶像說一句加油的話之後審查就開始了。

#### NPC
本來選拔會是玩家間進行對戰，而在參選時間內人數不足時會自動由CPU參加，不過也會有非玩家角色（NPC）參與對戰。Level與Rank各自不同外，也有跟著記者的團體。多在特別選拔會出現，而全國選拔會與E、F等級限定選拔會偶而也會登場。
從製作人名字和團體名有關連（例如「Cure Black」製作人叫「日曜8時半」（動畫"光之美少女"的播放時段））等地方可以判別出是哪位玩家。

#### 選拔會中
選拔會的審查在演唱完1首歌曲前會進行3次，各團體在1次審查裡有9次表現（アピール）的機會。有從3種項目中擇1的通常表現，使用成員所擁有的回憶來對全部項目一起表現的回憶表現（思い出アピール）。
通常表現為造型、舞蹈、歌唱的3種類型。製作人等級達到「新人製作人」或以上的團體在時間內輪番點擊表現列能夠對複數類型作展示。此時各類型的加算點數依表現數目減少1/2或1/3（尾數去除）。時機抓的準確的話為「良好表現（ナイスアピール）」能獲得更高的點數。
回憶表現是點擊在畫面中央顯示的「回憶盤」，從12張回憶中選擇1張。1回選拔會裡最多可以使用3次回憶表現。
另外各類型的審查員設定有興趣（興味）之情緒值。每個玩家進行表現後，負責該類型審查員的興趣會下降。選拔會中興趣降到0的審查員會走人，該類型的全部得點都會作廢。
也有故意集中在1個類型上作重點表現或Bad表現，讓審查員失去興趣而走人的「趕盡殺絕戰法（ジェノサイド戦法）」。以此招數，和後述的讓明顯處於劣勢的團體版回局面取得勝利。

#### 記點方式
基本上9次表現過後在中間審查時會統計各團體的表現點數。各項目以如下的方式計算，會顯示在畫面下方的進行列上。
各類型表現點數最高的3組，會依流行度給予星星（☆）（流行1位是5顆、2位3顆、3位2顆）。另外點數最低的團體會有-1顆（只有在歌姬樂園是-3顆）的懲罰。1次中間審查能獲得的星星是10～-3（-9）。
需要注意的是由星星數量決定勝負而非得點。特別選拔會的HIT-TV以外只要進入前3名進能獲得星星，即使比其他偶像的能力稍微遜色，利上述的「趕盡殺絕戰法」或後述的也能夠目標獲勝。這點是本遊戲的有趣之處，也是可怕的要素所在。
重複3回後統計星星的數目，依選拔會所設定的人數發表合格者。順位以如下的規則所決定。
1. 獲得星星多的名次高。
2. 獲得星星同數目時玩家名次高（和CPU、NPC的團體比較）。
3. 獲得星星同數目的玩家則團體人數少的名次高。（單人＞雙人＞三人）
4. 同點且人數相同時則活動週數少的名次高。
5. 同點、同人數、活動週數皆相同時在玩家之間隨機決定。

結果発表時有複數團體脫穎而出，雖然同點卻有合格與不合格團體出現的的情況時，會顯示哪個團體是由第2個以後的條件而合格的評語。這種形式所合格的情況俗稱為、不合格的稱為。特別是在只允許1人合格的特別選拔會是項非常重要的要素。
雖然在事前能夠以流行順位預測表現的切入方向，但單是如此想要一直過關斬將會很困難。依選拔會中競爭對手的表現、審查員的評語與興趣、自己或對手的回憶表現，狀況隨時會變化。要求製作人準確掌握狀況、臨機應變的手腕。

#### 節目演出
在選拔會獲得勝利後會到電視節目演出（依設定可跳過。其狀況在TOWET也會顯示（複數玩家的情況下也有可能不會播放）。
新人等級以上的製作人培育複數人團體的情況下，演出前可以進行編組。在編組時決定讓哪位成員講那個台詞或唱哪句歌詞。
在演出終將畫面拖曳出範圍外，可以將當時的情形拍成照片。拍攝複數照片時只有最後1張有效而留下。
另外演出中可能會出現下述的特效，而對支持者獲得人數產生影響。
- 表現 - 畫面發亮，成員擺出姿勢而攝影機機接近團體。只有此項會增加支持者。
- 歌唱意外 - 畫面閃紅，出現忘記歌詞的情況（此時會沒有歌聲）。
- 舞蹈意外 - 畫面變藍，全員跌倒。
- 造型意外 - 畫面轉黃，腳下等部位朝向攝影機（通常應該是照到臉但意外中不會照到）。

### 引退
活動中的團體達到一定條件後將會引退。條件如下。
- 在規定期限內沒有提升等級。
- 偶像等級在A以上，而時間到了規定期限。期間為個人團體是61週，雙人與三人團體是62週。
- 在早上的招呼時連續2週休息，其後選擇強制解散的情況。

引退時舉辦「引退演唱會」該團體就從此結束活動。在此敘述關於引退演唱會的內容。流程如下。
1. 挑選會場 - 選擇舉辦引退演唱會的會場。會場從全部5個裡面，依據最後的偶像等級留下2個候補，玩家參考其會場規模和成功率挑出其中1個。
2. 挑選衣裳、樂曲 - 選擇衣服和樂曲。從過去該團體演唱過的歌曲中選擇。
3. 和偶像對話 - 和偶像進行對話。雙人與三人時會和好感度最高的1位對話。依照此對話與情緒值與選擇歌曲，會影響演唱會的狂熱度。
4. 演唱會 - 演唱會中在畫面下方會顯示狂熱度記量表。結束時記量表在一定値以上的話則引退演唱會成功。
5. 和偶像對話 - 演唱會結束後，和偶像進行最後的交談。內容會依會場與演唱會結果而有所不同。之後包含引退演唱會、根據培育的成果使得製作人等級將變動。此外演唱會會場選擇巨蛋，狂熱度和角色好感度在一定値以上，且演唱會成功的話，最後會和THE IDOLM@STER的曲子一同顯示工作人員一覽。

### 關於偶像

#### 流行形象與能力值
本遊戲設定有流行傾向，在3種類的形象中依一定的週期改變。流行改變時則需要對能力值作調整。流行形象為以下的3種。
- 歌唱（演唱力）
- 舞蹈（舞蹈力）
- 造型（外貌）

每位偶像皆有以上3種的能力值存在。依這些數值的高低決定團體的形象。在課程、製作曲、衣裳、配件、選拔會合格等情況時會上升。在以下情況時將會減少。
- 毎週早上略微減少
- 5週以上沒有參加選拔會
- 連續8週選擇相同形象的製作曲
- 偶像等級B以上在選拔會不合格（Ver1.30後在等級C以下不會減少）
- 讓偶像10週以上都唱同1首歌

各角色設定有能力值上昇率和減退期間，經過第15週目的第一階段和第30週的第二階段時會依減退類型的補正下降。上昇率越高在課程時能力值提升越多。減退期間越慢越能維持已提升的能力值（雙人與三人的時候減退期間是全員的平均值）。能力值上升率與減退期間如下。Ver1.30起強化了不同減退類型的特性，早熟型變得更早開始減退、晩成型則是更慢。
標準型上昇率、減退期間皆為標準。第一階段的減退率較少、第二階段以後的減退也緩慢。此類型的角色有天海春香、三浦梓、菊地真
早期熟成型上昇率高但減退期間早。第一和第二階段皆大幅減退。此類型的角色有如月千早、秋月律子、水瀬伊織
大器晩成型上昇率低不過減退期間晚。第一階段時不會減退，第二階段以後的減退也非常緩慢。此類型的角色有萩原雪歩、高槻彌生、雙海亞美・真美
此能力值顯示在畫面右上方的3色扇型圓裡，各能力值以扇形半徑表示，3種能力值中最高的項目嘴以不同的顏色顯示（該項目會成為團體形象）。另外依各能力值的平衡與總計值計算出1（外行等級）～16（偶像神）的形象等級。

#### 情緒
各個偶像設定有情緒值，分成高漲、普通、低迷3種，顯示在上述能力值圖表左側的愛心。情緒以紅（高）、黃綠（普通）、青綠（低）3種顏色的愛心重疊表示。另外顯示有詳細的數值，記量表為0時情緒會下降1個等級。
情緒有以下的效果在。
- 情緒高漲
  - 增加每次表現所得到的表現點數。
  - 使用回憶時得到Good評價的機率上升（Good9:Bad3。普通的時候為Good6:Bad6）。
  - 良好表現的時間比普通情緒長。
  - 有時會翹掉1次課程。
  - 增加完美溝通時所獲得的回憶數量（通常3→高情緒時5）。
- 情緒低迷
  - 早上偶像未出現在事務所浪費1週時間，並且減少能力值與可能發生減少支持者人數的「臨時取消」（只有雪歩不會發生）。
  - 減少得到的表現點數。
  - 使用回憶時得到Bad評價的機率上升（Good3:Bad9）。
  - 良好表現的時間比普通情緒短。
  - 可能在課程過後沒有溝通內容。
  - 有時會在課程結束後由偶像提出追加課程的要求，增加課程次數。
  - 不良溝通時會減少回憶的數量。
  - 有時在晚上禮物送達後顯示『本週還有其他禮物』而送來第2個禮物。

此外各成員情緒等級不同的雙人與三人之情形，使用回憶時Good:Bad的機率會改變。
由以上各點要求進行遊戲時需要隨時注意情緒的管理。

#### 製作曲
本作品準備了10首偶像所演唱的歌曲，各自設定有不同的形象在，1個團體可以選擇最多3首。歌曲經過10週左右後會被厭倦，偶像的能力值將減少。仍然不變更的話在第13週會受到團體的忠告。其後仍會繼續減少能力值，最後每週都會減少該曲形象的能力值。
另外各個角色擁有個人歌曲在，選擇的話會比其他歌曲所提升的數值要來的多。其他還設定有BPM値，會影響選拔會時的良好表現時機。
登場曲和該曲形象，個人歌曲擁有角色如下。
- 歌唱形象
  - 『太陽のジェラシー』個人歌曲：天海春香，BPM値 = 128（作詞：森由里子、作曲:椎名豪）
  - 『蒼い鳥』 個人歌曲：如月千早，BPM値 = 105（作詞：森由里子、作曲:椎名豪）
  - 『魔法をかけて!』 個人歌曲：秋月律子 BPM値 = 150（作詞・作曲：神前暁）
  - 『9:02pm』 個人歌曲：三浦梓，BPM値 = 68（作詞:yura、作曲:Jesahm）
- 舞蹈形象
  - 『THE IDOLM@STER』 個人歌曲:全員，BPM値 = 165（作詞:中村恵、作曲:佐佐木宏人）
  - 『First Stage』 個人歌曲：萩原雪歩，BPM値 = 147（作詞:中村恵、作曲:佐佐木宏人）
  - 『エージェント夜を往く』 個人歌曲：菊地真，BPM値 = 178（作詞・作曲:LindaAl-CUE）
- 造型形象
  - 『おはよう!! 朝ご飯』 個人歌曲：高槻彌生，BPM値 = 152（作詞:中村恵、作曲:佐佐木宏人）
  - 『Here we go!!』 個人歌曲：水瀬伊織，BPM値 = 149（作詞:yura、作曲:Jesahm）
  - 『ポジティブ!』 個人歌曲：雙海亞美・真美，BPM値 = 138（作詞:mft、作曲:中川浩二）

#### 初期狀態
| 順位 | 姓名           | 歌唱 | 舞蹈 | 造型 | 性格値 | 總計 | 減退類型 | 形象顏色 | 情緒管理 |
| ---- | -------------- | ---- | ---- | ---- | ------ | ---- | -------- | -------- | -------- |
| 1    | 如月千早       | 37   | 21   | 19   | 01     | 78   | 早熟     |          | 困難     |
| 2    | 水瀬伊織       | 21   | 19   | 33   | 01     | 74   | 早熟     |          | 容易     |
| 3    | 秋月律子       | 25   | 23   | 21   | 03     | 72   | 早熟     |          | 普通     |
| 4    | 菊地真         | 11   | 19   | 13   | 17     | 60   | 標準     |          | 容易     |
| 5    | 三浦梓         | 15   | 05   | 21   | 17     | 58   | 標準     |          | 普通     |
| 6    | 天海春香       | 19   | 05   | 13   | 18     | 54   | 標準     |          | 容易     |
| 7    | 高槻彌生       | 05   | 11   | 07   | 27     | 50   | 晩成     |          | 容易     |
| 8    | 萩原雪歩       | 07   | 01   | 15   | 27     | 50   | 晩成     |          | 困難     |
| 9    | 雙海亞美・真美 | 01   | 13   | 07   | 27     | 48   | 晩成     |          | 容易     |

此初期値為開始～第15週的概況，依玩家的技巧會改變能力值。第15週以後不同類型的角色會開始減退，第30週以後全部角色都會減退。所以要注意的是並非初期値低＝不易控制的角色。
而性格値的意義即代表角色的衰退時期與速度，基本上該數值越高代表衰退時期越晚、幅度也較小。

#### 衣服與配件
和歌曲不同，衣服沒有更換限制次數在（有的角色會在變更時情緒下降而不能換衣服）。衣服由基本服裝與4個部位（頭、身體、手、腳）的配件所組成，各自設定有能力值的變化量。
衣服與配件皆在毎週活動結束時所送達的禮物時獲得。此外在手機網站上也能以點數作交換。另外配件裡有難以獲得的稀有品，與只有在特別選拔會勝利才會送達的物品在。
配件中有以2～4部位構成的系列物品在，此時裝備相同系列的道具會得到相對數量的加點。

#### 偶像等級
偶像等級由支持者人數所決定。然而等級B以上必須在特別選拔會上合格才行。另外每個等級都設定了升級的期限在（以下期限是單人的內容。雙人與三人會依人數延長）。
- 等級外（初次遊戲時在解說結束前的等級。第3週過後自動升上等級F）
- 等級F（1萬人未滿。升級期限為13週結束前）
- 等級E（1萬人以上。升級期限為23週結束前）
- 等級D（10萬人以上。升級期限為33週結束前）
- 等級C（30萬人以上。升級期限為46週結束前）
- 等級B（70萬人以上+特別選拔會合格數3以上。升級期限為56週結束前）
- 等級A（100萬人以上+特別選拔會合格數6以上且稱霸所有的天王系。在61～62週結束培育）
- 等級S（150萬人以上+特別選拔會全9種合格。在61～62週結束培育）

#### 藝能記者
本作品中會出現2種藝能記者，在選拔會參加者一覽能夠確認有無記者存在。每位NPC設定有隨附記者在（例如「覇王天使」跟著敏腕記者、「紅肩（レッドショルダー）」有狗仔記者跟著），和NPC過去的戰績無關隨附記者是固定的。
敏腕記者
藍色輪廓的記者。在有敏腕記者的選拔會上得到第1名時會對自己的團體作特別採訪，能力值會暫時提升。進行3週活動後或選拔會沒有得到第1名時將回復到原本的數值。
狗仔（惡德）記者
紅色輪廓的記者。在有狗仔記者的選拔會上落選的話自己的團體會遭到跟蹤，能力值會暫時下降。進行3週活動或在選拔會勝利後將回復到原本的數值。
並非是敗選就一定會跟著，在有其他團體一起落選或玩家團體只有1組不會跟著。

### 玩家資料

#### 製作人等級
製作人有其等級在，依引退演唱會結束後的結果會有變化。
- 見習製作人（可培育人數1人）
- 剛出道的製作人（可培育人數2人、此後能夠組成雙人團體）
- 新人製作人（可培育人數3人、TV出演可以分配歌词、另外於選拔會中一次表現可以同時按多個表現多種能力，但是得分會依照一定比例分配）
- 普通製作人（可培育人數4人）
- 中堅製作人（可培育人數5人、此後能夠組成三人團體）
- 敏腕製作人（可培育人數6人）
- 搶手製作人（可培育人數7人）
- 超搶手製作人（可培育人數8人）
- 偶像天王（可培育人數9人）

引退演唱會結束後所計算出的評價要素如下。
- 最後的形象等級
- 最後獲得支持者人數的順位
- 選拔會戰績（包含特別選拔會勝利數）
- 最終偶像等級
- 偶像的好感度

如此計算出的評價和現在的製作人等級，來決定此次培育成果是否更動等級。在敏腕製作人以上的等級，若最後成績不好的話有可能會下降1～2個等級。

#### 卡片種類
本遊戲使用2種卡片。通常是從機體所發行，表面為受熱會變藍或透明的而且可抹寫的感溫式墨水設計。製作人、團體卡片右下方的ID相同，以此確認玩家與在手機網站進行資料管理。
製作人卡片
紀錄製作人的情報。左上角顯示為"P"。
右上為製作人等級和名字、左下有剩餘遊戲次數（0～50回）、中央是培育狀況況（現在培育中的成員與剩餘培育可能人數）、下方顯示小飾品的數量和ID。
團體卡片
紀錄偶像（團體）的情報。各偶像（團體）使用1張。左上顯示為"U"。
右上是製作人和團體名、左下為現在的偶像等級、右下有活動週數和現在的支持者人數與ID。中央印有現在歌曲和照片，照片為最近一次上電視節目時所攝影的內容。

#### 排名
每天深夜會統計日本全國玩家的遊戲資料，在TOWER顯示出以下種類的排名（ランキング）。歌唱天王、舞蹈天王、造型天王每次顯示10組資料，其他為一覽顯示。另外在手機網站上也能夠確認。
排名的優先順序是等級＞支持者人數，所以等級A的200萬人會排在等級S的150萬万後面。以「殿堂偶像排名」「著名製作人排名」以外，過去15日裡遊戲的團體為統計對象。
人気排名現在活動中團體的支持者人數排。1～100位
歌唱天王歌唱形象團體（提升最多的歌唱能力值。以下2個天王排名相同）的支持者人數排名。1～20名
舞蹈天王舞蹈形象團體的支持者人數排名。1～20位
造型天王造型形象團體的支持者人數排名。1～20位
著名製作人排名各製作人（玩家）到現在為止，團體所獲得的支持者累計人數排名。1～100位
殿堂偶像排名在A等級以上解散，引退團體最後所獲得的支持者人數排名。1～100位
事務所排名手機網站上設立的事務所所獲得的支持者累計人數排名。1～100位
偶像別排名各角色單人限定的支持者人數排名。1～100位
明日的幸運製作人每天選出30個團體。被選上的團體在隔天遊戲的話，只有1次遊戲將會使偶像的能力值上昇、情緒也達到最大值，怎麼行動情緒都不會下降。

## 衍生企畫

### 公式大會
超級製作人錦標賽
2005年12月15日10:00～2006年1月15日23:59由Namco主辦的唯一官方大賽。規則如下。
- 期間內新製作團體，期間內遊戲到偶像引退。
- 在手機的官方網站上登記參賽。
- 只需製作1首歌曲，遊戲中不能更換歌曲。製作對象歌曲是『THE IDOLM@STER』以外的9首。
- 特別選拔會「歌唱天王（ボーカルマスター）」「舞蹈天王（ダンスマスター）」「造型天王（ビジュアルマスター）」之中至少合格一項。
- 引退時候的愛好者人數，加算到製作人等級以及偶像的補正數值後來決定順位。

滿足以上條件的團體依各歌曲統計等級排名，從最後排名前10名裡由Namco和コロムビア進行審查每首歌曲各選出一名（合計9名），作為「CD製作人」在MASTERPIECE 04裡收錄成各團體的歌曲。另外除了CD製作人以外從全參加者中，兩公司選出50名，以「Booklet照片製作人」在同CD的Booklet內登載團體的照片。

## 作品評價
本作品如上所述，以培育事務所所屬的偶像，使其成為頂尖偶像為目的。登場偶像各個角色有愛好者成立網站，反映出作品角色的高人氣。對於喜好「萌」角色的御宅族層也獲得相當高的人氣。
由於窪岡俊之所擔當的人物設定，並非是會出現在萌系作品裡受御宅族愛好的圖像，而是比較大眾向讓多數玩家會有好感的圖像，再加上角色個性與魅力，也有不少女性玩家存在。另外窪岡在2002年NAMCO發售的的猜謎遊戲""也有過人物設定的經歷。
本作品製作成高難度、無法簡單培育出頂尖偶像，具有其他遊戲所沒有的深奧內涵與需要設計進行遊戲的計畫。啟用當初的難度非常高，新手連獲得偶像等級（アイドルランク）D都有困難，之後經過數回的調整將難度降低。
偶像等級C以普通的選拔會也能夠達成，不過為了要提升到偶像等級B則需要在比較困難的選拔會合格3場才行。所以有許多玩家的偶像在「差一步就是頂尖偶像」的C等級遭到停止活動的結果，怎麼努力都無法更上一層樓。而且要將偶像等級提升到S非在所有的特別選拔會合格不可，除了有只能挑戰一次不允許失敗的「TOP×TOP」之外，若不注意也會忘了參選而迎接第14週使得離S等級更遠的情況。這可說是象徵了本作品的困難與殘酷。
本作的STATION使用和NAMCO Dragon Chronicle系列相同的機體。因此可以轉換卡片裡的儲值點數。這是由於開發當初就計畫使用和"Dragon Chronicle"相同機體的緣故。啟用時出現許多將"Dragon Chronicle"的點數轉移到本作品的現象，也有相反的情形。而且在2006年12月使用同機體的""開始啟用，另外也受到2007年1月Xbox360版發售的影響，出現許多"Dragon Chronicle"被轉換而消滅的狀況。
通常聲優在演出遊戲或動畫的時候，會接近角色的形象而表現，不過本遊戲是參考演出聲優的個性與說話習慣，讓角色貼近聲優而製作。因此聲優能夠以更接近平常的型態來表演角色。

## 外部連結
- 官方網站（日語）